# Wacław Kaj
Wacław Kaj (ur. 20 grudnia 1889, zm. 19 lutego 1935) – podpułkownik piechoty Wojska Polskiego.

## Życiorys
Służył w 28 Pułku Strzelców Kaniowskich w Łodzi. 3 maja 1922 został zweryfikowany w stopniu kapitana ze starszeństwem z 1 czerwca 1919 i 356. lokatą w korpusie oficerów piechoty. Później został przeniesiony do 42 Pułku Piechoty w Białymstoku. Z dniem 15 sierpnia 1923 został przydzielony z Powiatowej Komendy Uzupełnień Wilno do Powiatowej Komendy Uzupełnień Mołodeczno w Wilejce na stanowisko pełniącego obowiązki komendanta. W lipcu 1924 został przydzielony do PKU Wilno na stanowisko I referenta. W październiku tego roku został przeniesiony do 41 Pułku Piechoty w Suwałkach na stanowisko kwatermistrza. 12 kwietnia 1927 został mianowany podpułkownikiem ze starszeństwem z 1 stycznia 1927 i 26. lokatą w korpusie oficerów piechoty. W następnym miesiącu został przeniesiony do 9 Pułku Piechoty Legionów w Zamościu na stanowisko zastępcy dowódcy pułku, a we wrześniu tego roku przeniesiony do kadry oficerów piechoty z równoczesnym przydziałem do Powiatowej Komendy Uzupełnień Suwałki na stanowisko pełniącego obowiązki komendanta. W styczniu 1931 został zwolniony z zajmowanego stanowiska i oddany do dyspozycji dowódcy Okręgu Korpusu Nr III, a z dniem 30 kwietnia tego roku przeniesiony w stan spoczynku.
Zmarł 19 lutego 1935. Został pochowany na cmentarzu parafii kościoła św. Piotra i Pawła w Wilnie.

## Ordery i odznaczenia
- Krzyż Niepodległości (17 września 1932)[14]
- Krzyż Walecznych (trzykrotnie)[15]
- Medal Zwycięstwa („Médaille Interalliée”)[15]